# Chiretolpis atrifulva
Chiretolpis atrifulva är en fjärilsart som beskrevs av George Francis Hampson 1900. Chiretolpis atrifulva ingår i släktet Chiretolpis och familjen björnspinnare. Inga underarter finns listade i Catalogue of Life.